# Titisee

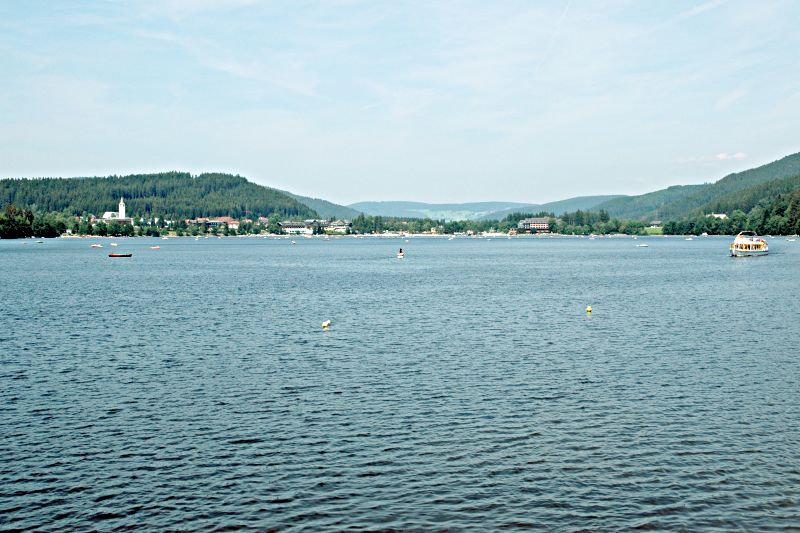
Vista del Titisee.

El Titisee és un llac situat al sud de la Selva Negra, al Land de Baden-Württemberg, Alemanya. Té una superfície d'1,3 quilòmetres quadrats i una profunditat mitjana de 20 metres.